# Semiothisa formosa
Semiothisa formosa là một loài bướm đêm trong họ Geometridae.